# Алиханов, Антон Андреевич
Анто́н Андре́евич Алиха́нов (род. 17 сентября 1986, Сухуми, Абхазская АССР, Грузинская ССР, СССР) — российский политический и государственный деятель. Министр промышленности и торговли Российской Федерации с 14 мая 2024 года.
Член российской политической партии «Единая Россия» (с 21 декабря 2017 года). Член Генерального совета партии «Единая Россия».

## Биография

### Происхождение
Антон Алиханов родился 17 сентября 1986 года в городе Сухуми Абхазской АССР (Грузинская ССР) в семье Андрея Антоновича Алиханова (род. 1960) и Лианы Тейрановны Алихановой (род. 1961). 

### Образование
В 2003 году окончил московскую школу №627 в районе Замоскворечье.
Имеет высшее образование по двум специальностям - финансы и кредит (2008) и юриспруденция (2010).
Окончил Всероссийскую государственную налоговую академию Министерства финансов России в Москве: в 2008 году — по специальности «финансы и кредит», а в 2010 году — по специальности «юриспруденция».
В 2012 году в Российском экономическом университете имени Г. В. Плеханова в Москве защитил диссертацию на соискание учёной степени кандидата экономических наук на тему «Управление издержками на развитие организационной культуры компании» по специальности «Экономика и управление народным хозяйством (менеджмент)» (научный руководитель — доктор экономических наук, профессор Говорин Александр Анатольевич). По данным вольного сетевого сообщества «Диссернет», содержит значительные недокументированные заимствования (дословное цитирование источников при отсутствии кавычек, ссылок или совместных работ с цитируемыми авторами).

### Трудовая деятельность
В 2009—2010 годах — специалист-эксперт юридического отдела Управления Министерства юстиции Российской Федерации по Московской области.
С 2010 по 2012 годы — ведущий советник планово-экономического отдела Департамента управления делами Министерства юстиции Российской Федерации.
С 2013 года — заместитель директора, затем директор Департамента государственного регулирования внешнеторговой деятельности Министерства промышленности и торговли Российской Федерации.
С 24 января 2015 года является членом подкомитета по торговой политике Консультативного совета по торговле при Коллегии Евразийской экономической комиссии.
С 22 сентября 2015 года — заместитель председателя Правительства Калининградской области (курировал сельское хозяйство и промышленность).
С 17 декабря 2015 по 26 сентября 2019 — глава администрации особой экономической зоны в Калининградской области. Курировал разработку закона о правовом регулировании особого режима предпринимательской деятельности на территории Калининградской области.
C 30 июля 2016 по 29 сентября 2017 — временно исполняющий обязанности председателя Правительства Калининградской области.

#### Губернатор Калининградской области
6 октября 2016 года, после отставки и. о. губернатора Евгения Зиничева, Указом № 529 Президента Российской Федерации В. В. Путина назначен временно исполняющим обязанности губернатора Калининградской области до вступления в должность лица, избранного губернатором. Стал самым молодым губернатором в истории России (на тот момент ему исполнилось 30 лет).
По словам Путина, Алиханов является одним из авторов подготавливаемого плана стратегического развития Калининградской области на среднесрочную перспективу, работу над которым Алиханову, уже в новой должности, вместе с Правительством Российской Федерации поручено довести до конца: развить и реализовать.
10 сентября 2017 года избран Губернатором Калининградской области. На выборах за кандидатуру Алиханова проголосовал 255 491 избиратель, что составило 81,06 % голосов.
29 сентября 2017 года вступил в должность. Торжественная церемония инаугурации состоялась в Калининградском областном драматическом театре, на сцене которого Антон Алиханов в соответствии с Уставом Калининградской области принял присягу губернатора населению региона.
С 18 июля 2018 года по 28 января 2019 года и с 21 декабря 2020 года по 25 июля 2024 года — член Президиума Государственного Совета Российской Федерации.
11 сентября 2022 года переизбран губернатором на второй срок. По результатам выборов 9—11 сентября за Антона Алиханова проголосовало 80,21 % избирателей, принявших участие в голосовании (259 220 человек). 16 сентября 2022 года вступил в должность.
Период губернаторства Алиханова оценивается по-разному: к успешным проектам относят завершение строительства стадиона «Калининград» и проведение Чемпионата мира, строительство инфраструктурных объектов (завершение очереди Приморского кольца, строительство Восточной эстакады и Северного обхода Калининграда, строительство велодорожки вдоль морского побережья области), продвижение строительства культурно-образовательного комплекса на острове «Октябрьский», создание на острове «Октябрьский» офшорной зоны, начало строительства нового кампуса БФУ им. Канта, восстановление объектов культурного значения на основе предложения инвесторам программы беспроцентных займов, привлечение инвестиций. Окончательно решен вопрос с Домом Советов, демонтаж которого должен завершиться в 2024 году. Критика деятельности Алиханова состоит в не завершении газификации Балтийска и строительства онкоцентра (введен в эксплуатацию, но не начал работать), распределение земель побережья под застройку. Почти 8 лет (7 лет и 7 месяцев) губернаторства отметились разными экономическими и социальными показателями Калининградской области: валовый региональный продукт вырос почти в два раза при этом промышленное производство упало.

#### Министр промышленности и торговли
В апреле-мае 2024 года в СМИ появлялись сообщения о возможном переходе Алиханова на должность в Правительство РФ, что им отрицалось.
В ходе процедуры формирования нового Правительства, предложен премьером Мишустиным на должность министра промышленности и торговли вместо его прошлого руководителя Дениса Мантурова, ставшего вице-премьером, курирующим в том числе промышленность. На период парламентских процедур Алиханов назначил временно исполняющим обязанности губернатора своего заместителя Сергея Елисеева.
14 мая 2024 года Государственная Дума Российской Федерации утвердила кандидатуру Антона Алиханова на должность министра промышленности и торговли. За — 430 депутатов, против — 0. В тот же день назначен на должность указом Владимира Путина.
С 11 июня 2024 года — член Военно-промышленной комиссии Российской Федерации.

## Политические взгляды
10 января 2017 года издание «Новый Калининград» выпустило репортаж о поездке и. о. губернатора Антона Алиханова по региону. На фотографиях к тексту чиновник появляется в зимней куртке с двумя шевронами: один — это флаг нацистского протектората Богемии и Моравии и надпись «Россия», другой — силуэт Андрея Паршина, которого русские националисты называют «святым из метро». Изображение Паршина-младшего стало основой для шевронов, которые используются в ультраправой субкультуре.
Во время пребывания Алиханова на должности губернатора 29 мая 2021 года в Калининграде был разрушен памятник кёнигсбергской брусчатке. Владельцев городского кафе Königsbäcker заставили сменить вывеску. Полиция отказалась назвать имена вандалов, обливших краской памятник и могилу Иммануила Канта (преступников не стали задерживать и привлекать к ответственности). Во всех этих случаях следы ведут к лицам из близкого окружения губернатора Калининградской области.
Алиханов старательно избегает в своей речи слова «Кёнигсберг». Он запрещает называть Биржевой сквер — Биржевым. Хотя сквер примыкает к Бирже, красивому историческому зданию, достопримечательности города.
В феврале 2024 года во время выступления на V съезде политологов Алиханов заявил, что немецкий философ Иммануил Кант «имеет прямое отношение к военному конфликту на Украине». 22 апреля 2024 года на открытии Международного кантовского конгресса «Мировое понятие философии» сказал, что Кант — это русский трофей, как и всё в Калининградской области.
В 2024 году в своих речах цитировал русского философа-националиста Константина Крылова, указывал в интервью на то, что читает книги русских националистов.

## Личная жизнь
Супруга — Дарья Вячеславовна Абрамова (род. 1986), выпускница (2009 года) факультета международной журналистики МГИМО МИД России. После окончания института Дарья работала редактором на телевидении. У супругов трое детей — Андрей (род. 2012), Полина (род. 2015) и Владимир (род. 2018).

## Награды
- Почётная грамота Президента Российской Федерации[4].
- Медаль «За усердие» II степени Министерства юстиции Российской Федерации[4].
- Медаль «За вклад в создание Евразийского экономического союза» III степени Евразийского экономического союза (ЕАЭС) (8 мая 2015 года)[4][48].
- Медаль «10 лет Евразийскому экономическому союзу» (26 декабря 2024 года, Высший Евразийский экономический совет)[49].

## Санкции
С 15 декабря 2022 года находится под санкциями США на фоне вторжения России на Украину за реализацию приказа о мобилизации. Также попал под санкции Канады, Украины, Австралии и Новой Зеландии.

## Декларация о доходах (2015)
Декларированный доход Антона Алиханова в России за 2015 год составил 2 209 919,98 рублей.
Кроме того, согласно декларации, в собственности и в пользовании у Алиханова находятся несколько объектов недвижимости в России:
- квартира (57,1 м кв.) — в индивидуальной собственности,
- квартира (85,8 м кв.) — в долевой собственности (1/3 доли),
- квартира (101,0 м кв.) — в общей совместной собственности,
- квартира (80,9 м кв.) — в пользовании.

Также в собственности у Алиханова имеется легковой автомобиль «Mitsubishi Outlander», а его супруге принадлежит автомобиль «Ford Mondeo».

## Конфликты
20 октября 2017 года, на пресс-конференции для СМИ после совещания Правительства Калининградской области, на котором рассматривался проект бюджета региона на 2018 год, на вопрос журналиста интернет-портала Калининградской области и города Калининграда «Новый Калининград.Ru» Оксаны Майтаковой, восстановит ли Правительство Калининградской области семьям с детьми компенсации расходов на детский сад (которые были отменены в конце 2016 года), губернатор Алиханов ответил: «Нет». На уточняющий вопрос «почему», прозвучал ответ: «По кочану». Журналист продолжила: «Это серьёзный вопрос!». «Это серьёзный ответ», — парировал губернатор, после чего всё же разъяснил, что многие получатели социальных выплат в них не нуждаются и их решили назначать адресно — только тем семьям, которые официально являются малоимущими (то есть имеющими доходы ниже прожиточного минимума), а также попросил этот вопрос ему больше не задавать.
Журналисты «Нового Калининграда.Ru» выложили на своём портале аудиозапись вышеуказанного диалога, а также запись предшествующего этому диалогу ответа заместителя председателя Правительства Российской Федерации Ольги Голодец на пресс-конференции для СМИ 18 августа 2017 года по итогам её рабочего визита в Калининградскую область на вопрос о сокращении социальных льгот в регионе.
24 октября 2017 года Антон Алиханов, через своего помощника Дениса Калиновского, принёс корреспонденту Оксане Майтаковой извинения «за несдержанность» и передал в редакцию интернет-издания «Новый Калининград.Ru» букет цветов и бутылку французского шампанского «Krug Grande Cuvee», стоимость которого, по данным из открытых источников, составляет около 19 тысяч рублей. Редакция издания приняла решение передать подарочную бутылку руководителю благотворительного центра «Верю в чудо» Софии Лагутинской для продажи с благотворительного аукциона. Вырученные от продажи денежные средства центр сможет использовать на реализацию программ в помощь больным детям.